# Wilhelmine Herzlieb

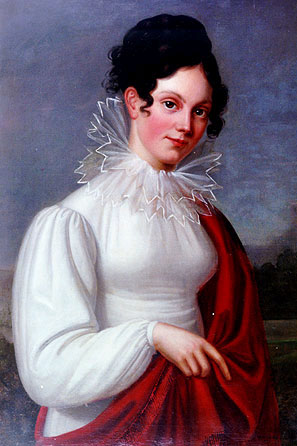
Wilhelmine Herzlieb, portret autorstwa Louise Seidler

Christiane Friederike Wilhelmine Herzlieb (ur. 22 maja 1789 w Sulechowie, zm. 10 lipca 1865 w Zgorzelcu) (również znana jako Minna lub Minchen) – jedna z postaci kobiecych w życiu Goethego, osierocona w dzieciństwie, wychowywała się w domu znanego wydawcy i księgarza Frommanna od 9. roku życia w Jenie.

## Życiorys
Jej ojciec Christian Friedrich Karl Herzlieb był superintendentem (pastorem kierującym obwodem) w kościele ewangelickim. Matka – Christiane z domu Wesenberg, brat – Karl Christian. 
Przystojna panna otoczona gronem wielbicieli, do których należeli pisarz Zacharias Werner i także sekretarz Goethego Friedrich Wilhelm Riemer, wyszła za mąż dopiero po trzydziestce. Jej mężem był prawnik, profesor uniwersytetu w Jenie Karl Wilhelm Walch. Pożycie małżeńskie nie było szczęśliwe. Ostatni rok życia spędziła w zakładzie psychiatrycznym w Zgorzelcu, gdzie zmarła w wieku 76 lat, pochowana na cmentarzu Städtischer Friedhof tamże.
W wieku 18 lat (1807 r.) poznała Goethego, który był nią zauroczony, co znalazło wyraz w licznych sonetach, na przykład Lieb Kind!, Mein artig Herz!. Niespełniona namiętność Goethego znalazła odzwierciedlenie w powieści Powinowactwo z wyboru (Die Wahlverwandtschaften 1809), w której postać Otylii jest wzorowana jakoby na uwielbianej Minne, lecz nie w pełnym zakresie. Wiele cech jej osobowości, jednak artystycznie przetworzonych, zostało przypisanych Otylii.